# Felipe Borges da Silva
Felipe Borges da Silva (Foz do Iguaçu, 16 de noviembre de 1994) es un deportista brasileño que compite en piragüismo en la modalidad de eslalon. Ganó dos medallas de bronce en los Juegos Panamericanos, en los años 2015 y 2019.

## Palmarés internacional
| Juegos Panamericanos | Juegos Panamericanos | Juegos Panamericanos | Juegos Panamericanos |
| Año                  | Lugar                | Medalla              | Competición          |
| -------------------- | -------------------- | -------------------- | -------------------- |
| 2015                 | Toronto (Canadá)     | Medalla de bronce    | C1 individual        |
| 2019                 | Lima (Perú)          | Medalla de bronce    | C1 individual        |